# 王隆道
王隆道（1822年—1876年），字镜珊。砖坪县（今岚皋县）落金坪人，清朝政治人物。同進士出身。

## 生平
咸丰元年（1844年）考中秀才（廪生），同治五年（1866年）中举，同治十三年殿试三甲进士120名，后任广西容县知县、永淳县知县，均有政声。留遗训：「子孙代代学医，治病救人为生」，其后人多为医生。